# Alejo Rodríguez
Alejo Rodríguez Toledo (San Esteban, Chile, 10 de enero de 1964) es un exfutbolista y entrenador chileno.

## Biografía
Tras jugar  en el club Nogales Tocornal de su natal San Esteban, se fue a Trasandino, donde el director técnico Isaac Carrasco aprobó su fichaje. Participó de los 2 ascensos del cuadro de Los Andes, en 1982 y Segunda División de Chile 1985.
En 1986, formó una gran dupla con el delantero proveniente a préstamo desde Cobresal, Iván Zamorano. Hasta el día de hoy, son amigos fuera de la cancha. Su nivel llamó la atención del técnico de Colo-Colo, Arturo Salah, quien logra su fichaje en 1988.
Luego es traspasado a Universidad de Chile en 1989, formando parte del cuadro azul que logra el ascenso el mismo año. Se retiró de la práctica profesional del fútbol en 1996, con la camiseta de Unión San Felipe.
Tras dirigir en 2009 al primer equipo del Tra, actualmente se dedica a entrenar a la selección femenina sub-17 de Calle Larga, junto a Ricardo González.

## Clubes

### Como jugador
| Club                 | País  | Año       |
| -------------------- | ----- | --------- |
| Trasandino           | Chile | 1982-1987 |
| Colo-Colo            | Chile | 1988-1989 |
| Universidad de Chile | Chile | 1989      |
| Colo-Colo            | Chile | 1990      |
| Cobreandino          | Chile | 1990-1991 |
| Deportes Melipilla   | Chile | 1992      |
| Deportes Los Andes   | Chile | 1993-1995 |
| Unión San Felipe     | Chile | 1996      |

### Como entrenador
| Club       | País  | Año       |
| ---------- | ----- | --------- |
| Trasandino | Chile | 2006-2008 |

## Palmarés

#### Campeonatos nacionales
| Título             | Club                 | País  | Año  |
| ------------------ | -------------------- | ----- | ---- |
| Segunda División   | Cobreandino          | Chile | 1985 |
| Copa DIGEDER Chile | Colo-Colo            | Chile | 1988 |
| Segunda División   | Universidad de Chile | Chile | 1989 |
| Copa DIGEDER Chile | Colo-Colo            | Chile | 1990 |